# Galèria
La tribu Galèria va ser una de les 31 tribus rústiques de l'antiga Roma. La tradició diu que era una de les 21 primeres tribus rústiques o rurals creades al segle v aC, però la seva creació havia de ser posterior, perquè en aquell moment el territori que tenia assignat no era encara romà. La seva abreviatura epigràfica és GAL, que la majoria de vegades surt abreujada.

## Història
S'havia pensat que el seu nom provenia d'un gentilici, però és més probable que tingués un origen geogràfic. Al segle xix, A. Nibby i W. Kubitschek el van relacionar amb el nom d'un petit riu, el riu Galera, que neix a les proximitats de Veïs i desemboca al Tíber, al marge dret, a mig camí entre Roma. i Òstia. En aquesta zona es trobava el territori primitiu de la tribu Galeria, entre el de la tribu Romília a l'est i el Fosso Galeria a l'oest. Aquest territori el van conquerir els romans, després de la conquesta del territori de la tribu Romília, cap al final del segle V aC.
Posteriorment, en temps de Juli Cèsar i d'August, a la tribu Galèria s'hi van inscriure ciutadans romans originaris de determinades ciutats o províncies, sobretot d'Hispània al territori de la colònia de Tàrraco, també els ciutadans de Lugdúnum.